# Valdetorres de Jarama
Valdetorres de Jarama ist eine zentralspanische Gemeinde (municipio) mit 5.026 Einwohnern (Stand: 2024) im Nordwesten der Autonomen Gemeinschaft Madrid. 

## Lage
Valdetorres de Jarama liegt im Nordwesten der Gemeinschaft Madrid ca. 32 km nordnordöstlich von Madrid. Der Jarama begrenzt die Gemeinde im Westen. 

## Bevölkerungsentwicklung
| 1930 | 1950 | 1970 | 1981 | 1991 | 2001 | 2011 | 2021 |
| ---- | ---- | ---- | ---- | ---- | ---- | ---- | ---- |
| 918  | 916  | 945  | 1127 | 1258 | 2131 | 4008 | 4696 |

## Sehenswürdigkeiten
- Kirche Mariä Geburt (Iglesia de la Natividad de Nuestra Señora), eingetragenes Denkmal seit 1986
- Rathaus

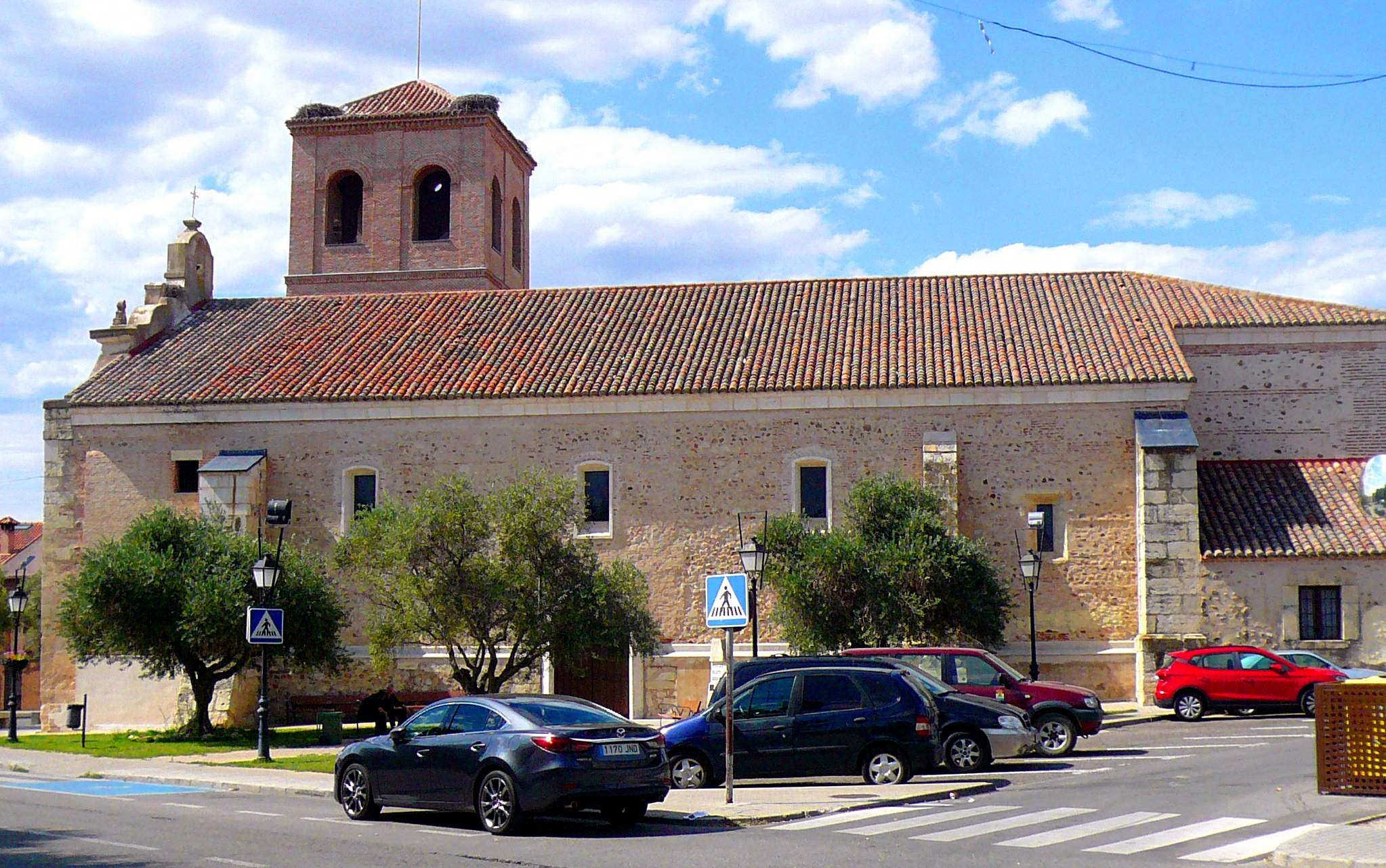
Kirche Mariä Geburt
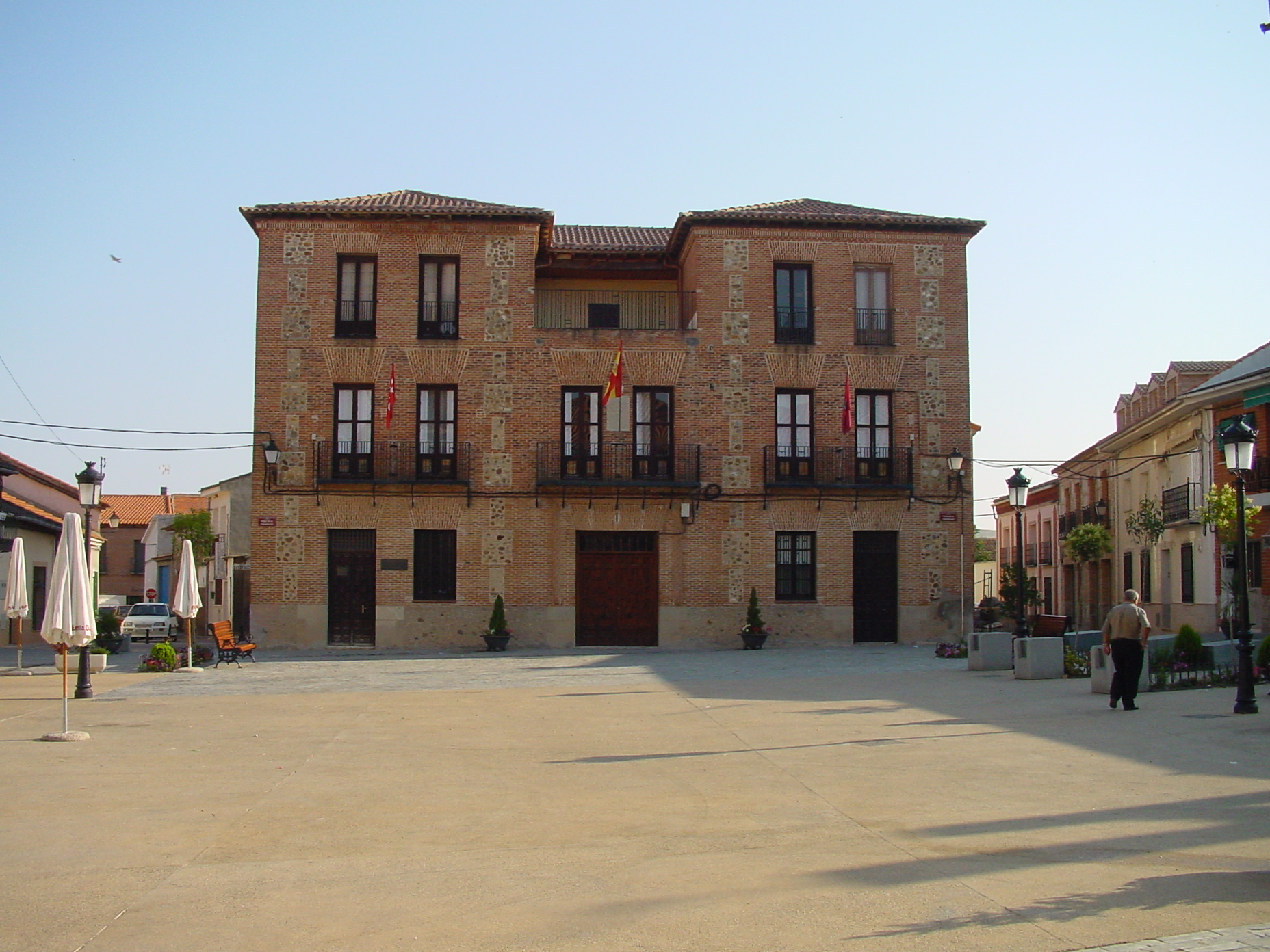
Rathaus